# Фарфан, Аура Элена
Аура Элена Фарфан — гватемальская правозащитница. Она — одна из основательниц и исполнительный директор FAMDEGUA (Familiares de Detenidos y Desaparecidos de Guatemala), расположенной в городе Гватемала организации, занимающейся поддержкой членов семей людей, похищенных правительством Гватемалы. Это одна из старейших правозащитных организаций страны. 

## Биография
Была старшей из пяти братьев и сестер. В 1955 году преподавала в Нормальном институте Центральной Америки (INCA) в Гватемале, но в 1956 году была вынуждена вернуться к семье в Хутьяпе. Обучившись медсестринскому делу, работала в Национальной больнице Хутьяпы, столичных больницах Рузвельта и Эррера Льеранди. Стала активисткой после похищения диктатурой в 1984 году её собственного брата, профсоюзного активиста Рубена Амилкара Фарфана. Его поиски стали толчком к объединению усилий с другими родственниками репрессированных, в том числе «пропавших без вести», оказавшимися в аналогичной ситуации.
Фарфан со своей организацией расследовали многие преступления военного режима, включая резню декабря 1982 года в Дос-Эрресе, что предусматривало эксгумацию 273 жертв (мужчин, женщин и более сотни детей в возрасте до 12 лет), похороненных в колодце, в период с 1994 по 1995 год при поддержке аргентинских антропологов. Дело было первым в своем роде, по которому был возбужден уголовный процесс против причастных к массовым убийствам военных, в результате которого были вынесены исторические приговоры четырём элитным солдатам и гватемальскому лейтенанту. 
Фарфан часто угрожали убить из-за её деятельности, и 4 мая 2001 года она вместе со своим водителем была ненадолго похищена вооруженными преступниками.
В 2018 году Аура получила Международную женскую награду за отвагу. В 2015 году она была признана американским журналом Time одной из самых влиятельных людей Гватемалы.